# رایش (آلمان)
رایش (به آلمانی: Reich) یک شهر در آلمان است که در راین-هونسروک واقع شده‌است. رایش ۳۷۳ نفر جمعیت دارد.